# Драгош, Владимир Фёдорович
Владимир Фёдорович Драгош (род. 1 марта 1943) — советский и молдавский оперный певец, баритон, Народный артист Молдавской ССР (1988).

## Биография
Владимир Фёдорович Драгош родился 1 марта 1943 года  в селе Бессарабка (в то время — территория Румынии). Выдающийся талант и блестящие вокальные данные помогли молодому певцу поступить в кишинёвский Институт искусств имени Г. Музическу, минуя музыкальное училище. Окончив вуз в 1970-м, в 1972 году Владимир Драгош впервые вышел на оперную сцену, спев в Комсомольске-на-Амуре партию Риголетто в одноимённой опере Джузеппе Верди. Начал оперную карьеру в Бурятии, в оперном театре Улан-Удэ. С 1975 года возвращается в Молдавию, где становится солистом Кишинёвского театра оперы и балета. В 1986 году был награждён медалью «За трудовую доблесть». В 1988 году Владимиру Драгошу было присвоено звание Народного артиста Молдавской ССР.
После распада СССР продолжал жить и работать в Республике Молдова, где стал Лауреатом Государственной премии Молдовы, а также Кавалером ордена «Трудовая слава». Долгие годы работал Художественным руководителем Национального театра оперы и балета Республики Молдова имени Марии Биешу. В возрасте 80 лет Владимир Драгош вышел на сцену Национального театра оперы и балета имени М. Биешу и спел главную партию в опере «Риголетто».
Владимир Драгош преподаёт вокальное искусство в Образцовом центре художественного образования «Штефан Няга» (Кишинёв). Владимир Фёдорович воспитал целую плеяду оперных звёзд, среди которых Елена Дигай, Наталья Гаврилан, Петру Раковице, Лилия Шоломей, Надежда Стоянова, Ирина Виноградова, Виорел Згардан, Елена Герман, Андрей Донос и многие другие.
Об исполнительском искусстве Владимира Драгоша снят телевизионный фильм «Поёт Владимир Драгош».

## Роли в оперных спектаклях
- Риголетто («Риголетто» Дж. Верди);
- Ренато («Бал-маскарад» Дж. Верди);
- Набукко («Набукко» Дж. Верди);
- Макбет («Макбет» Дж. Верди);
- Яго («Отелло» Дж. Верди);
- Фигаро («Севильский Цирюльник» Дж. Россини);
- Жермон («Травиата» Дж. Верди);
- Амонасро («Аида» Дж. Верди);
- Эскамильо («Кармен» Ж. Бизе);
- Тонио («Паяцы» Р. Леонкавалло);
- Скарпия[13] («Тоска» Дж. Пуччини);
- Шарплесс[14] («Мадам Баттерфляй» Дж. Пуччини);
- Марчелло («Богема» Дж. Пуччини);
- Альфио («Сельская честь» П. Масканьи);
- Грязной («Царская невеста» Н. А. Римского-Корсакова);
- Роберт («Иоланта» П. И. Чайковского)[6].

## Награды
Дипломант Вокального конкурса имени Глинки (1973).

## Гастрольная и творческая деятельность
Владимир Драгош выезжает на гастроли за рубеж. Среди стран, которые он посетил с гастрольными поездками: Италия, Голландия, Англия, Германия, Бельгия, Россия, Украина, Румыния, Болгария и другие.
Выступал в сотрудничестве с разными известными исполнителями, среди которых Ирина Архипова, Елена Образцова, Мария Биешу, Анна Нетребко и другие.